# Policja (Polska)

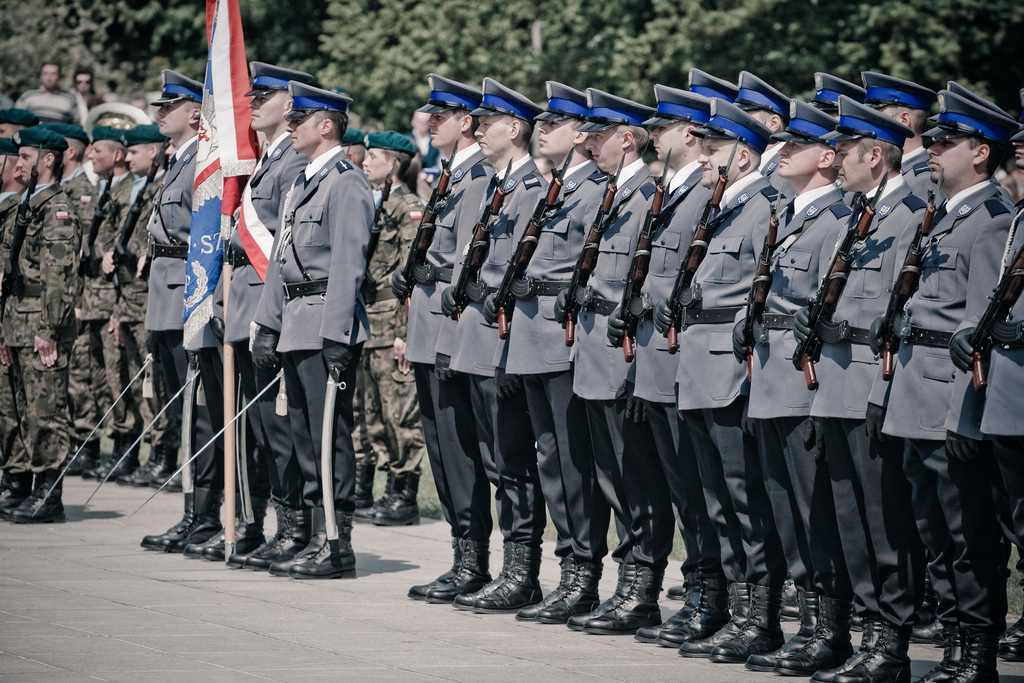
Funkcjonariusze w umundurowaniu galowym

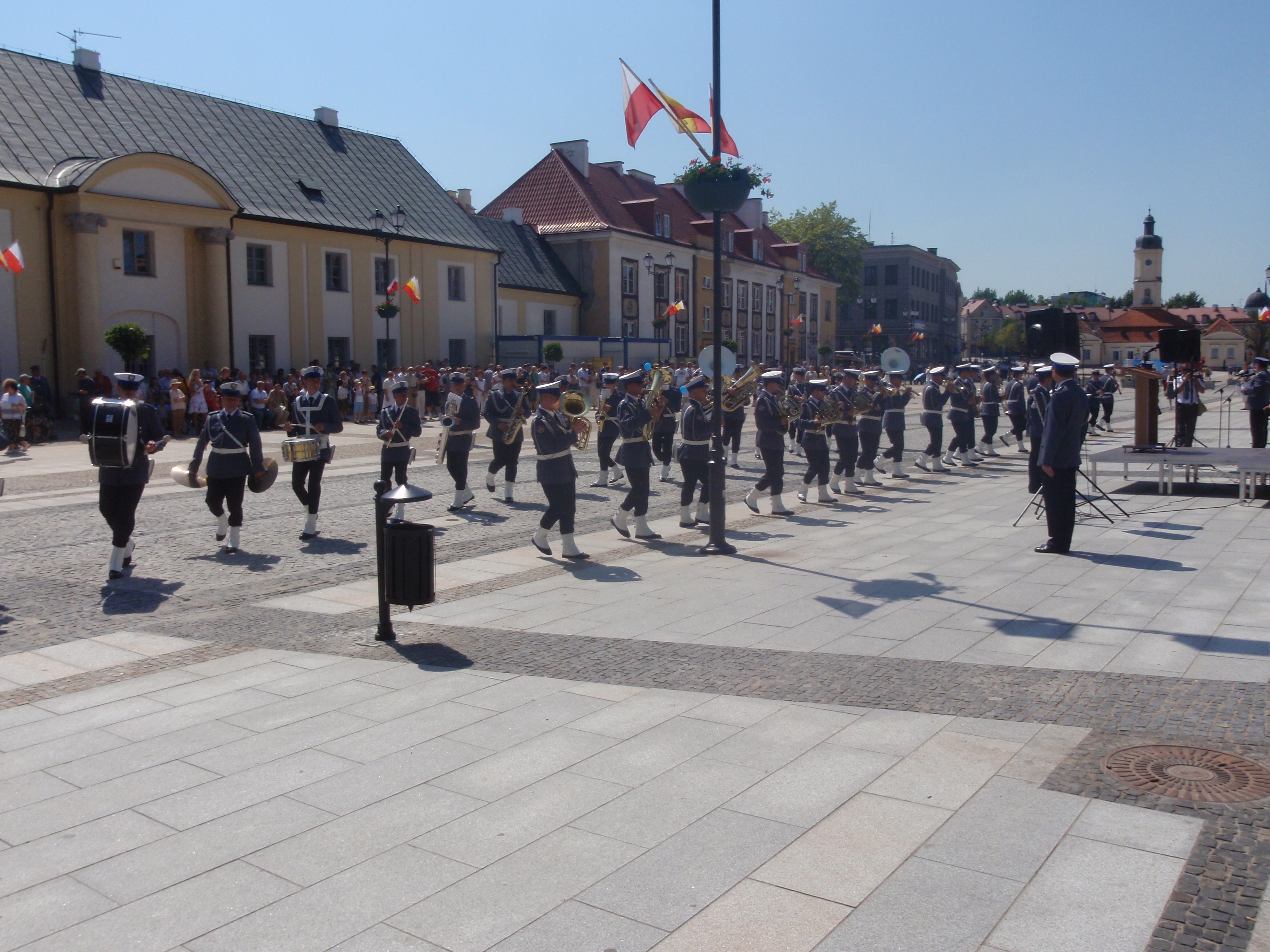
Obchody święta Policji w Białymstoku

Policja – polska formacja policyjna, utworzona na mocy Ustawy o Policji z dnia 6 kwietnia 1990 roku, zastępująca wcześniejszą Milicję Obywatelską. Do jej ustawowych zadań należy ochrona bezpieczeństwa ludzi oraz utrzymywanie bezpieczeństwa i porządku publicznego. Jeden z organów ścigania, znajdujący się pod nadzorem ministra  ds. wewnętrznych. Jej bezpośrednim zwierzchnikiem jest Komendant Główny Policji.
W całej Polsce istnieje telefoniczne przekierowanie z numeru 997 do centrum powiadamiania ratunkowego, które działa zarówno z telefonu komórkowego, jak i stacjonarnego. Centrum powiadamiania ratunkowego obsługuje zgłoszenia alarmowe kierowane do numerów alarmowych 112, 997, 998 i 999, umożliwiając przekazanie zgłoszenia alarmowego w celu zaangażowania właściwych służb ratowniczych.
Jednolitym numerem alarmowym obowiązującym na terenie całej Unii Europejskiej jest numer 112. Działa zarówno z telefonów stacjonarnych, jak i komórkowych. Numer 112 służy do powiadamiania w sytuacjach zagrożenia zdrowia, życia lub mienia. Wybranie numeru 112 z jakiegokolwiek telefonu spowoduje połączenie z centrum powiadamiania ratunkowego. Operator 112 może, w miarę potrzeby, przełączyć połączenie do jednostki Państwowej Straży Pożarnej, Policji lub Państwowego Ratownictwa Medycznego.
Święto Policji obchodzone jest 24 lipca.

## Władze
Centralnym organem administracji rządowej, właściwym w sprawach ochrony bezpieczeństwa ludzi oraz utrzymania bezpieczeństwa i porządku publicznego jest Komendant Główny Policji powoływany i odwoływany przez Prezesa Rady Ministrów na wniosek ministra właściwego do spraw wewnętrznych. Zastępców Komendanta Głównego powołuje i odwołuje minister na jego wniosek.
Na poziomie wojewódzkim Policją kierują komendanci wojewódzcy powoływani i odwoływani przez ministra na wniosek Komendanta Głównego. W toku procedury minister zasięga opinii właściwego wojewody. Zastępców komendantów wojewódzkich powołuje i odwołuje Komendant Główny na ich wniosek.
W powiatach i miastach na prawach powiatu wyżej opisane zadania realizują komendanci powiatowi lub miejscy. Powołuje ich komendant wojewódzki po zasięgnięciu opinii właściwego starosty lub prezydenta miasta. Powołuje i odwołuje on również zastępców tych komendantów. Komendanci powiatowi/miejscy powołują i odwołują kierownictwo komisariatów policji, posterunków i rewirów dzielnicowych działających na ich terenie.

## Struktura organizacyjna Policji
Policja składa się z następujących rodzajów służb:
- kryminalnej;
- śledczej;
- prewencyjnej;
- spraw wewnętrznych;
- kontrterrorystycznej;
- zwalczania cyberprzestępczości;
- wspomagającej (w zakresie organizacyjnym, logistycznym i technicznym)[5].

W skład Policji wchodzą również: policja sądowa, Akademia Policji w Szczytnie, ośrodki szkolenia, szkoły policyjne, instytuty badawcze oraz wyodrębnione oddziały prewencji i pododdziały antyterrorystyczne. Komendant Główny Policji ma możliwość powołania w uzasadnionym przypadku innego rodzaju służb.
| Służba   | Kryminalna | Prewencyjna | Ruchu Drogowego | Logistyczna | Oddziały prewencji | Sądowa |
| -------- | ---------- | ----------- | --------------- | ----------- | ------------------ | ------ |
| Insygnia |            |             |                 |             |                    |        |

### Jednostki Policji
- Komenda Główna Policji
- Centralne Biuro Śledcze Policji

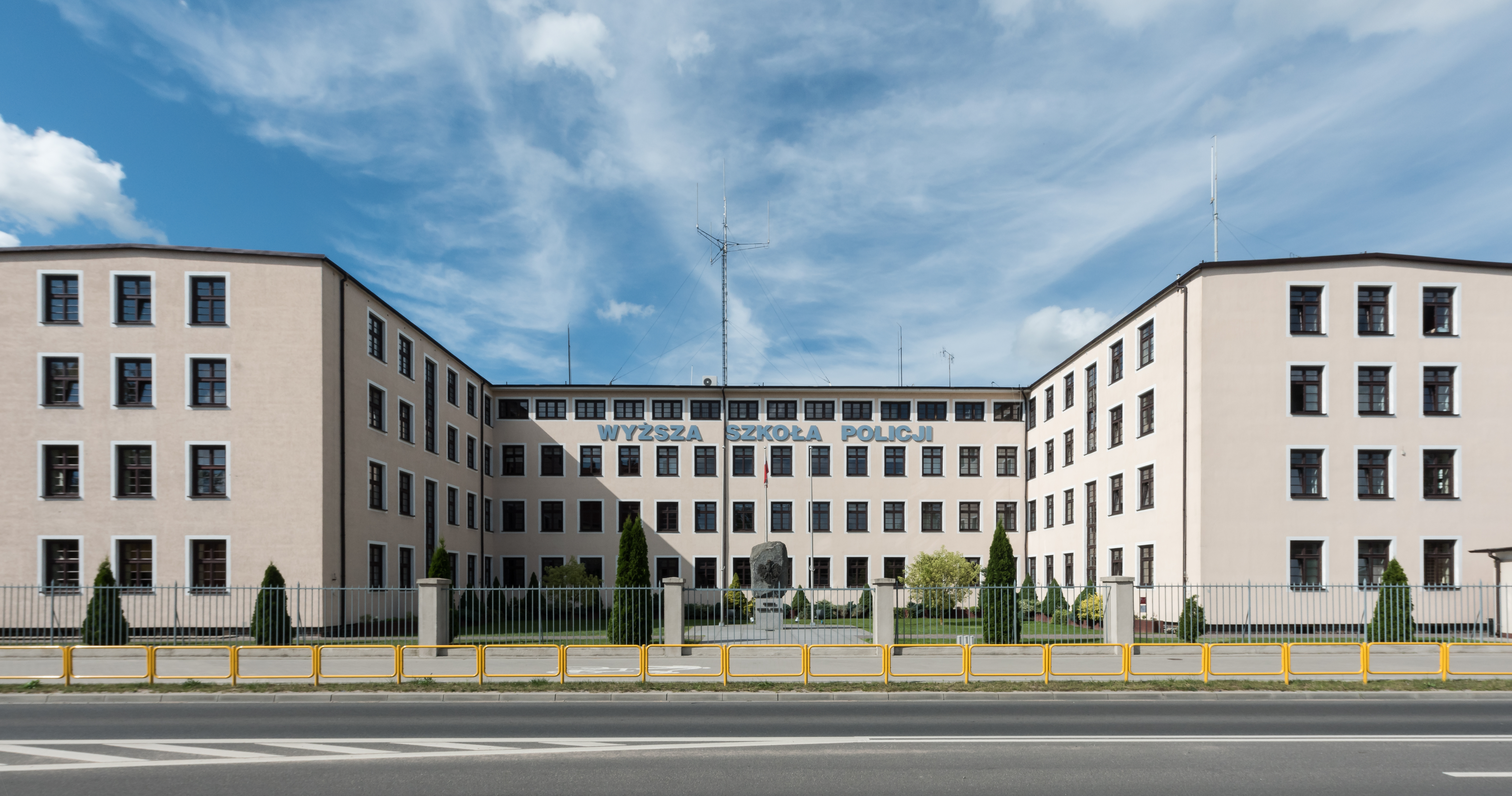
Akademia Policji w Szczytnie

- Centralne Biuro Zwalczania Cyberprzestępczości
- Centralny Pododdział Kontrterrorystyczny Policji „BOA”
- Biuro Spraw Wewnętrznych Policji
- Komendy Wojewódzkie Policji
- Szkoły Policji
  - Akademia Policji w Szczytnie
  - Centrum Szkolenia Policji w Legionowie
  - Szkoła Policji w Pile
  - Szkoła Policji w Słupsku
  - Szkoła Policji w Katowicach
- Centralne Laboratorium Kryminalistyczne Policji[6]

### Komendy Wojewódzkie Policji
| Obszar              | Komenda                                             | Komendant                        |
| ------------------- | --------------------------------------------------- | -------------------------------- |
| dolnośląskie        | Komenda Wojewódzka Policji we Wrocławiu             | nadinsp. Paweł Półtorzycki       |
| kujawsko-pomorskie  | Komenda Wojewódzka Policji w Bydgoszczy             | insp. Jakub Gorczyński           |
| lubelskie           | Komenda Wojewódzka Policji w Lublinie               | insp. Tomasz Gil                 |
| lubuskie            | Komenda Wojewódzka Policji w Gorzowie Wielkopolskim | insp. Jerzy Czebreszuk           |
| łódzkie             | Komenda Wojewódzka Policji w Łodzi                  | nadinsp. Arkadiusz Sylwestrzak   |
| małopolskie         | Komenda Wojewódzka Policji w Krakowie               | insp. Artur Bednarek             |
| mazowieckie         | Komenda Wojewódzka Policji z siedzibą w Radomiu     | nadinsp. Waldemar Wołowiec       |
| opolskie            | Komenda Wojewódzka Policji w Opolu                  | nadinsp. Magdalena Nguyen-Fudala |
| podkarpackie        | Komenda Wojewódzka Policji w Rzeszowie              | nadinsp. Andrzej Patrzałek       |
| podlaskie           | Komenda Wojewódzka Policji w Białymstoku            | nadinsp. Kamil Borkowski         |
| pomorskie           | Komenda Wojewódzka Policji w Gdańsku                | nadinsp. Bogusław Ziemba         |
| śląskie             | Komenda Wojewódzka Policji w Katowicach             | nadinsp. Mariusz Krzystyniak     |
| świętokrzyskie      | Komenda Wojewódzka Policji w Kielcach               | insp. Zbigniew Nowak             |
| warmińsko-mazurskie | Komenda Wojewódzka Policji w Olsztynie              | insp. Mirosław Elszkowski        |
| wielkopolskie       | Komenda Wojewódzka Policji w Poznaniu               | nadinsp. Tomasz Olczyk           |
| zachodniopomorskie  | Komenda Wojewódzka Policji w Szczecinie             | nadinsp. Szymon Sędzik           |
| Warszawa            | Komenda Stołeczna Policji                           | insp. Dariusz Walichnowski       |

Komenda Stołeczna Policji, która stanowi aparat pomocniczy Komendanta Stołecznego Policji, wykonuje swoje zadania na obszarze m.st. Warszawy oraz dziewięciu powiatów: grodziskiego, legionowskiego, mińskiego, nowodworskiego, otwockiego, piaseczyńskiego, pruszkowskiego, warszawskiego zachodniego i wołomińskiego. Obszar ten jest wyłączony z terytorialnego zasięgu działania Komendanta Wojewódzkiego Policji właściwego dla województwa mazowieckiego. Komendant Stołeczny Policji na obszarze swojego działania wykonuje zadania i kompetencje Komendanta Wojewódzkiego Policji.

### Posterunki

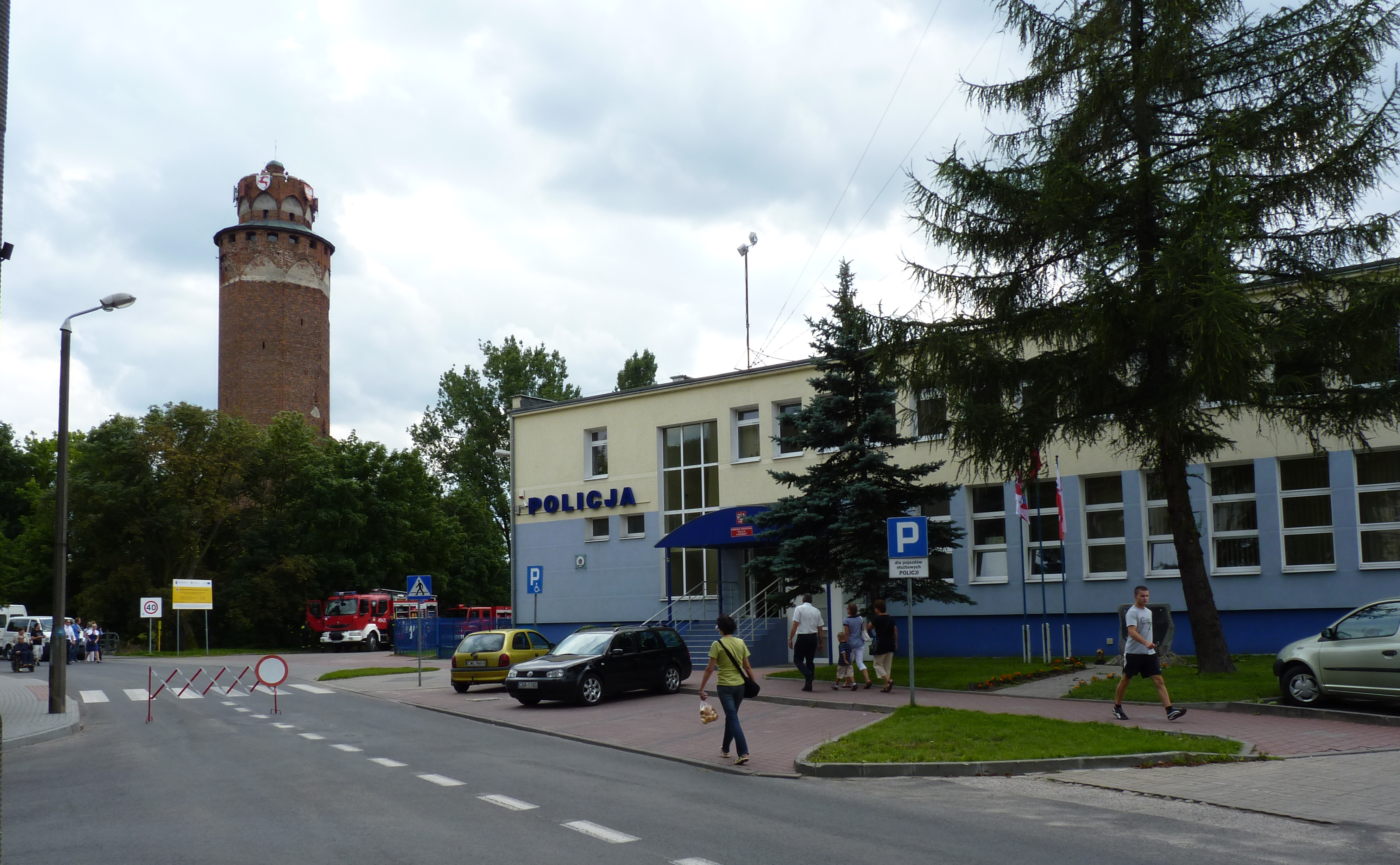
Komenda Powiatowa Policji w Brodnicy

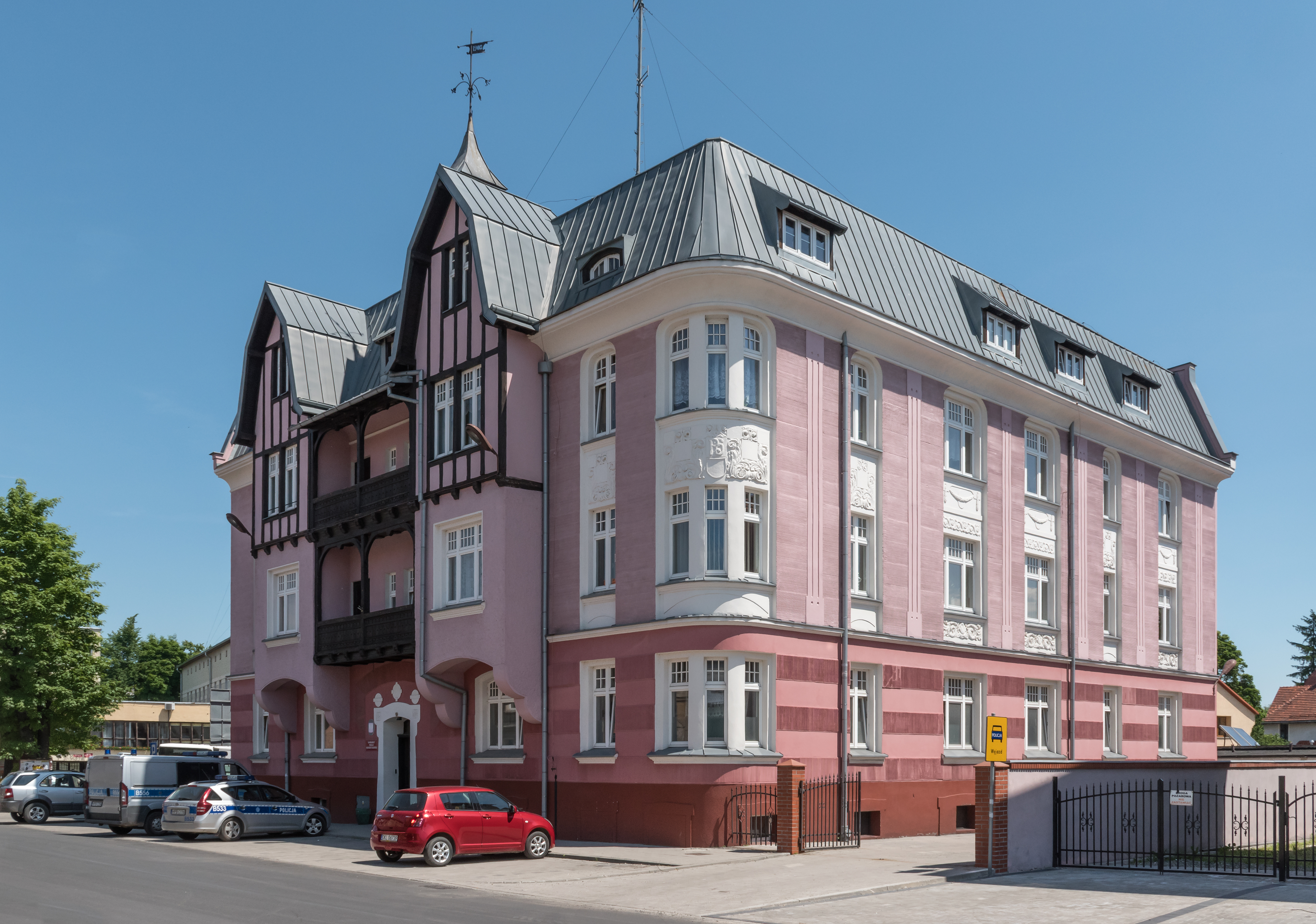
Komisariat policji w Bystrzycy Kłodzkiej

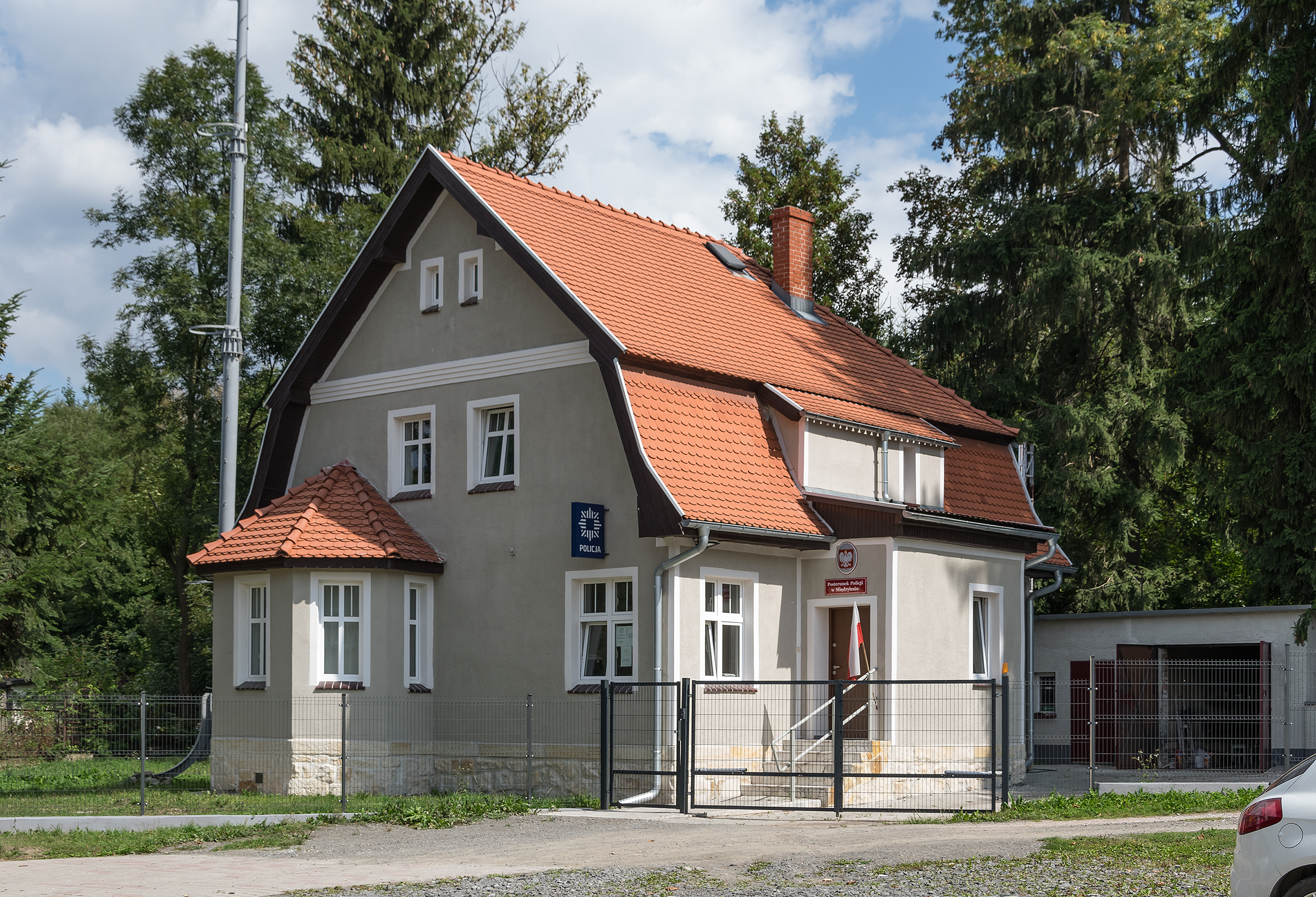
Posterunek policji w Międzylesiu

Liczba posterunków Policji w Polsce:
- 2008 rok – 822
- czerwiec 2012 roku – 692
- koniec 2015 roku – 399[25]

## Statystyki demograficzne
Polska Policja to około 100 tys. funkcjonariuszy (analogicznie liczebność Milicji Obywatelskiej w PRL wynosiła ok. 80 000 milicjantów nie licząc przeszło 300 tysięcy ORMO), z czego 58% służy w pionie prewencji, 34% w kryminalnym, a pozostałe 8% w działach pomocniczych. 14% funkcjonariuszy stanowią kobiety. Najwięcej, – 6695 funkcjonariuszek – ma staż od 3 do 10 lat, natomiast 229 kobiet służy od ponad 30 lat. Wiekowo wśród polskich funkcjonariuszy przeważa grupa 30-40-latków (44%), dalej plasują się 40-50-latkowie (25%) i 25-30-latkowie (21%), policjanci w wieku poniżej 25 i powyżej 50 lat stanowią 5% stanu. Większość policjantów ma wykształcenie średnie (72%), wyższe ma 27%, a podstawowe i zawodowe jedynie 1%. Policjantów w codziennej pracy wspiera ok. 25 tys. pracowników cywilnych.

## Zadania Policji

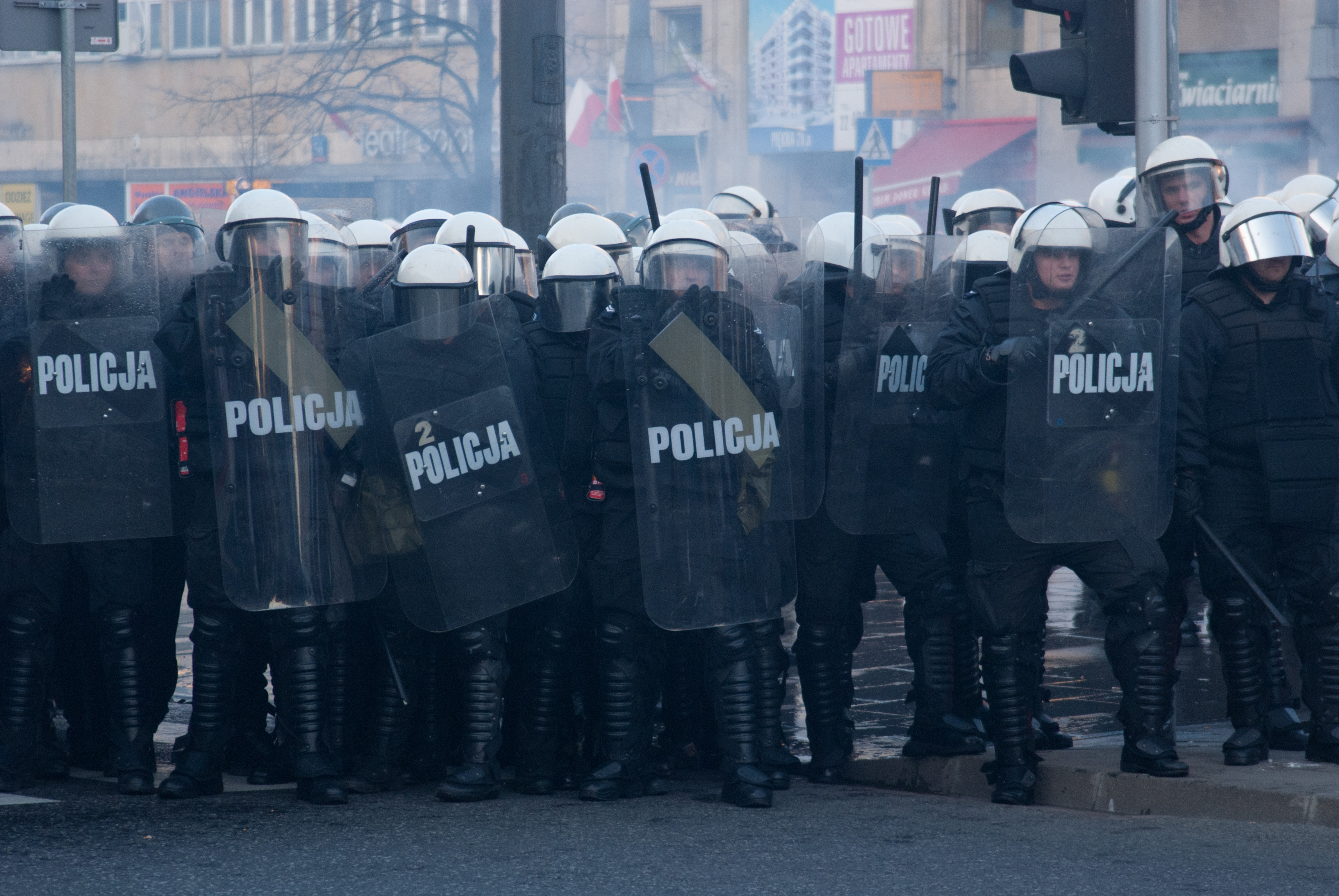
Policjanci podczas zamieszek na placu Konstytucji w Warszawie 11 listopada 2011

- ochrona życia i zdrowia ludzi oraz mienia przed bezprawnymi zamachami godzącymi w te dobra;
- ochrona bezpieczeństwa i porządku, zapewnienie spokoju w miejscach publicznych, w transporcie i komunikacji publicznej, w ruchu drogowym i na wodach;
- wykrywanie i ściganie sprawców przestępstw i wykroczeń;
- działania profilaktyczne (prewencyjne) w celu ograniczenia popełniania przestępstw i wykroczeń, a także wszelkim zachowaniom kryminogennym, współpraca w tym zakresie z innymi podmiotami;
- kontrola przestrzegania przepisów porządkowych i administracyjnych obowiązujących w miejscach publicznych, a także związanych z działalnością publiczną;
- zarządzanie informacją kryminalną, prowadzenie baz danych Systemu Informacyjnego Schengen, DNA;
- współpraca z policjami innych państw, a także z organami i instytucjami Unii Europejskiej, realizacja zadań wynikających z podpisanych umów międzynarodowych i odrębnych przepisów;
- gromadzenie, przetwarzanie i przekazywanie informacji kryminalnych;
- realizacja zadań wynikających z przepisów prawa Unii Europejskiej oraz umów i porozumień międzynarodowych na zasadach i w zakresie w nich określonych;
- prowadzenie zbiorów danych zawierających informacje gromadzone przez uprawnione organy o odciskach linii papilarnych osób, niezidentyfikowanych śladach linii papilarnych z miejsc przestępstw oraz o wynikach analizy kwasu deoksyrybonukleinowego (DNA);
- nadzór nad strażami gminnymi/miejskimi oraz nad innymi specjalistycznymi uzbrojonymi formacjami.

Zgodnie z art. 19 ust. 22 Ustawy o Policji minister właściwy do spraw wewnętrznych przedstawia corocznie Sejmowi i Senatowi informację o działalności Policji określonej w ust. 1–21, w tym informacje i dane, o których mowa w art. 20 ust. 3 ustawy. Informacja jest udostępniana w postaci druku sejmowego (senackiego).

## Uprawnienia Policji

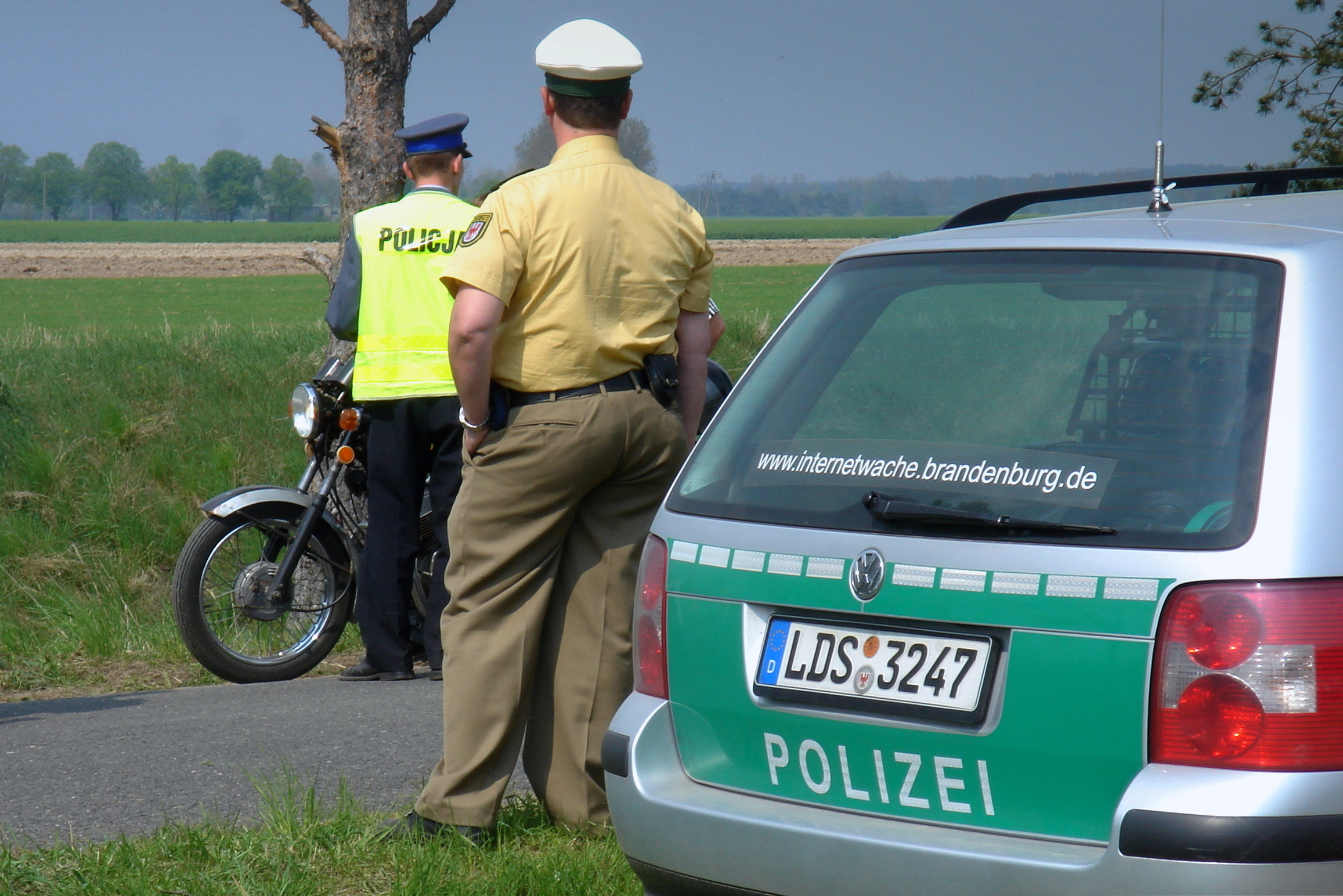
Wspólny patrol na pograniczu polsko-niemieckim (2006)

W ramach wykonywania swoich ustawowych obowiązków Policja wykonuje czynności: operacyjno-rozpoznawcze, dochodzeniowo-śledcze i administracyjno-porządkowe.
Wykonując wymienione czynności policjanci mają prawo do:
- legitymowania osób w celu ustalenia ich tożsamości (z uzasadnieniem);
- zatrzymywania osób na zasadach określonych w przepisach Kodeksu postępowania karnego i innych ustaw;
- zatrzymywania osób pozbawionych wolności, które korzystając z przepustki nie powróciły w wyznaczonym terminie do zakładu karnego lub aresztu śledczego;
- zatrzymywania osób stwarzających zagrożenie dla życia lub zdrowia ludzkiego i mienia;
- pobierania od osób wymazu ze śluzówki policzków w celu identyfikacji osób o nieustalonej tożsamości oraz osób usiłujących ukryć swoją tożsamość, jeżeli ustalenie tożsamości w inny sposób nie jest możliwe, pobierania materiału biologicznego ze zwłok ludzkich o nieustalonej tożsamości;
- przeszukiwania osób i pomieszczeń na podstawie przepisów Kodeksu postępowania karnego i innych ustaw;
- dokonywania kontroli osobistej, a także przeglądania zawartości bagaży i sprawdzania ładunku w portach i na dworcach oraz w środkach transportu lądowego, powietrznego i wodnego, w razie istnienia uzasadnionego podejrzenia popełnienia czynu zabronionego pod groźbą kary;
- obserwowania i rejestrowania obrazu zdarzeń w miejscach publicznych, a w określonych przypadkach, także i dźwięku,
- kontrolowanie rodzaju używanego paliwa przez pobranie próbek paliwa ze zbiornika pojazdu;
- żądania pomocy od instytucji państwowych, organów administracji rządowej i samorządu terytorialnego oraz jednostek gospodarczych prowadzących działalność w zakresie użyteczności publicznej, oraz zwracania się o niezbędną pomoc do innych jednostek gospodarczych i organizacji społecznych, jak również zwracania się w nagłych wypadkach do każdej osoby o udzielenie doraźnej pomocy, w ramach obowiązujących przepisów prawa.

## Krytyka
Justyn Piskorski w 2011 roku stwierdził, że karierę w policji robi się dzięki poprawie statystyk przestępczości i wykrywalności, także poprzez manipulowanie statystykami, w tym przy rejestracji przestępstw. Sprzyja temu brak mechanizmu weryfikacji działań Policji, np. mała kontrola prokuratorska.
Również według Adama Rapackiego problemem jest manipulacja statystykami przestępczości. Policja informuje prokuraturę, dopiero gdy już prowadzi działania operacyjno-śledcze i jest bliska zatrzymania sprawców, a także prowadzi jedynie akcje poszukiwawcze zaginionych, gdy istnieją silne przesłanki wszczęcia śledztwa w sprawie zabójstwa. Inny przykład według Rapackiego, to wykrywalność przestępstw z ustawy o przeciwdziałaniu narkomanii powyżej 90%.

## Wyposażenie

### Środki przymusu bezpośredniego stosowane przez Policję
- kajdanki i prowadnice
- pałka policyjna
- kaftan bezpieczeństwa

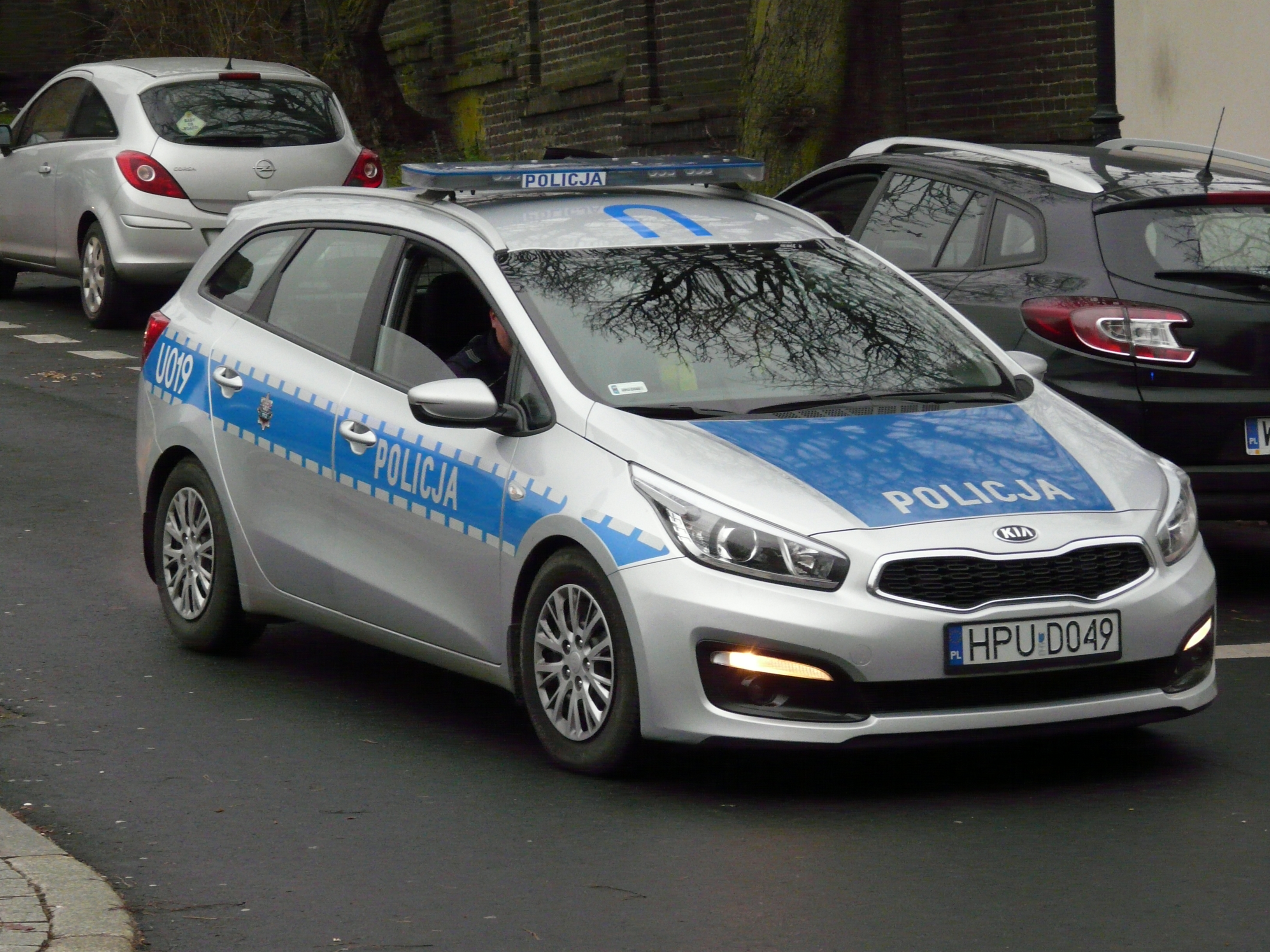
Obecnie wykorzystywany model policyjnego radiowozu

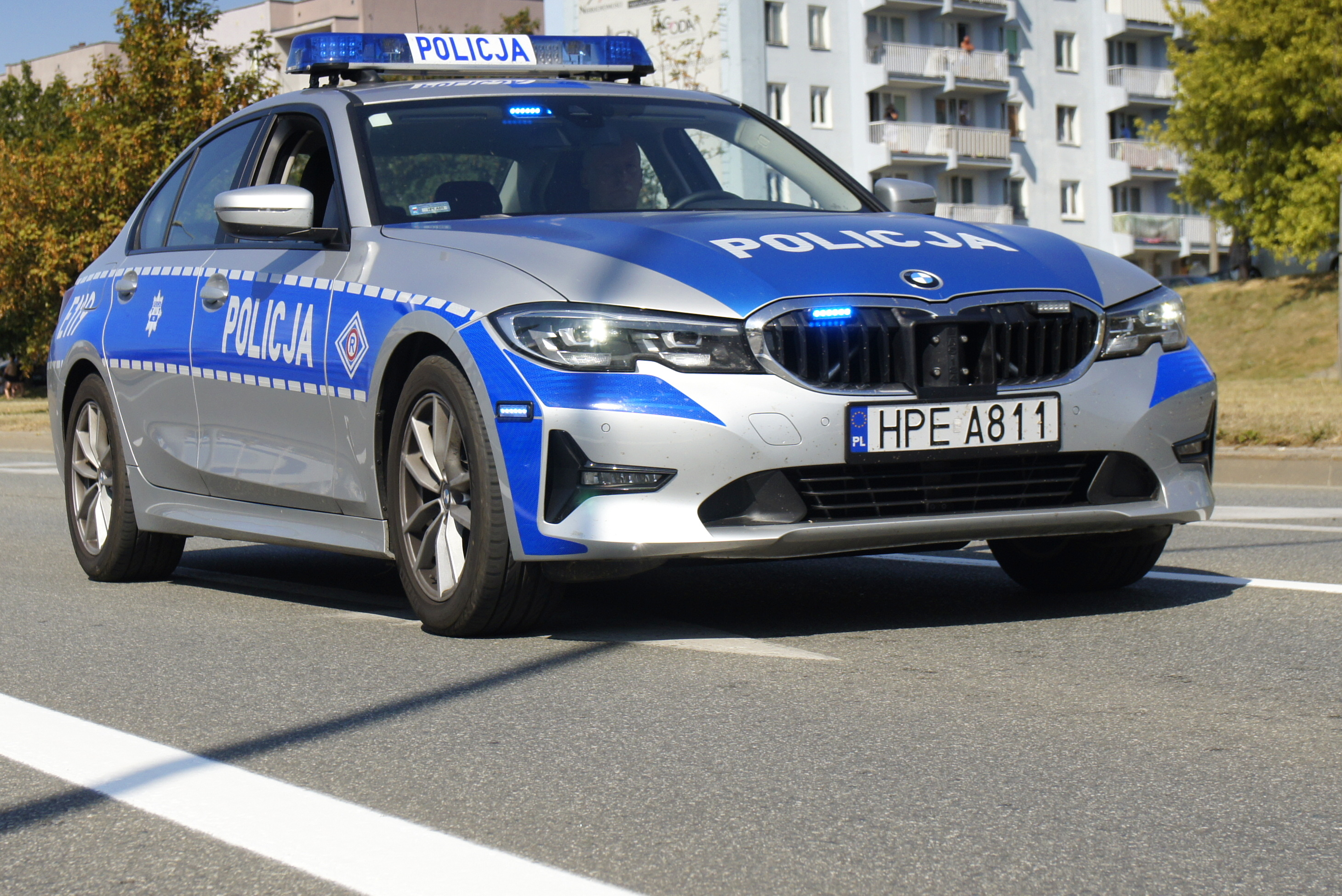
Radiowóz patrolowy BMW serii 3 (od 2019)

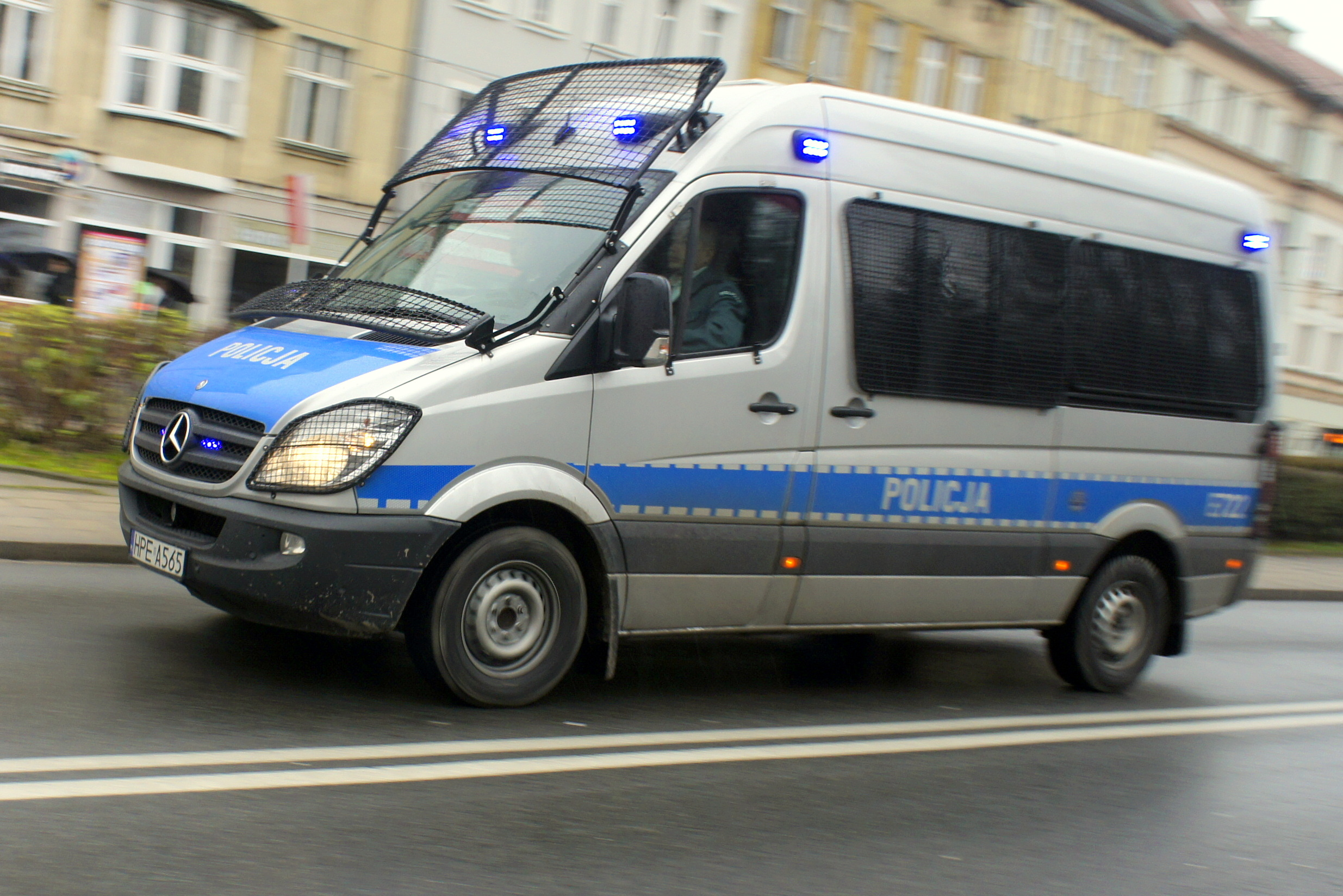
Furgonetka służb prewencji

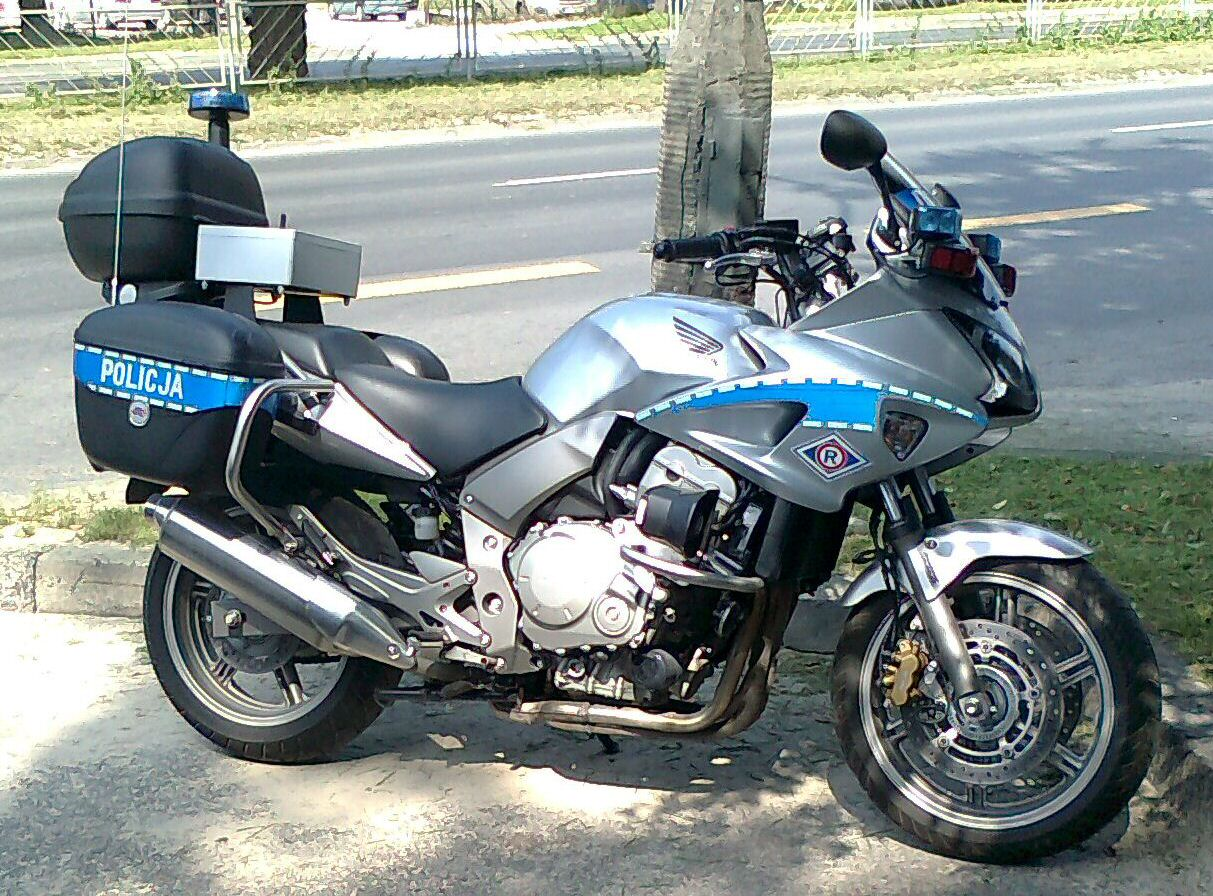
Obecnie wykorzystywany model policyjnego motocykla

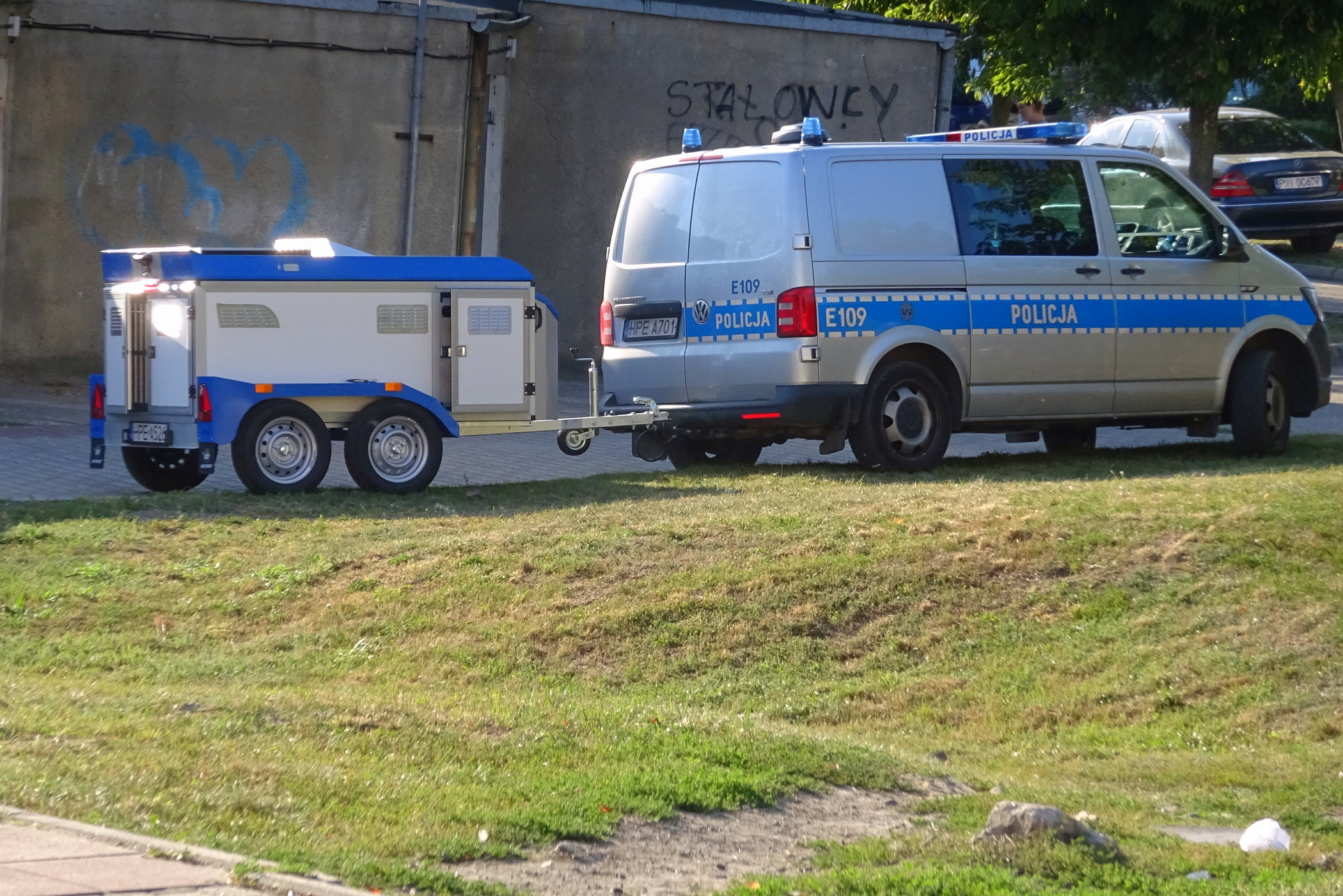
Przyczepa do przewozu psów służbowych

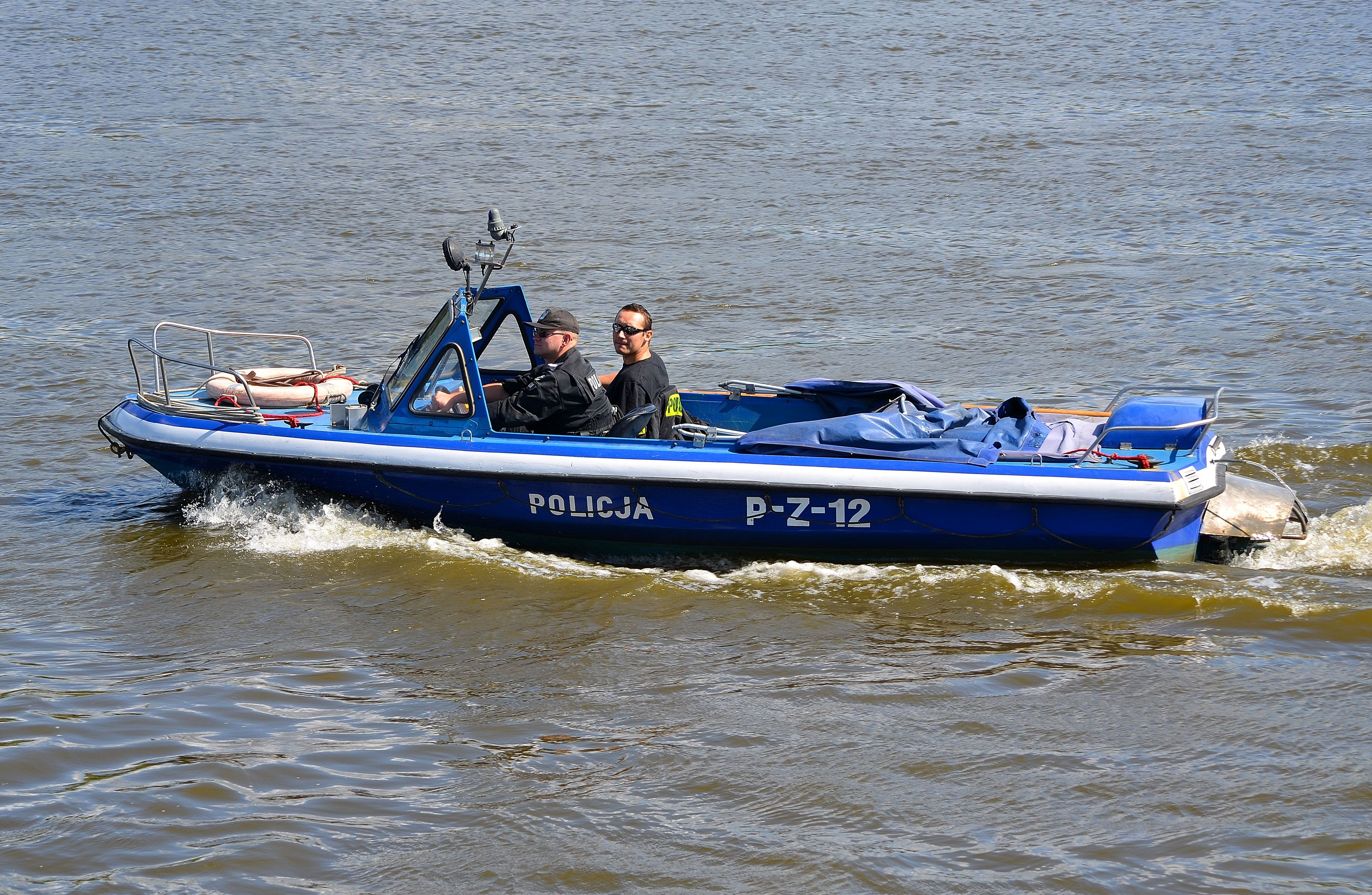
Patrol Komisariatu Rzecznego Policji na Wiśle w Warszawie

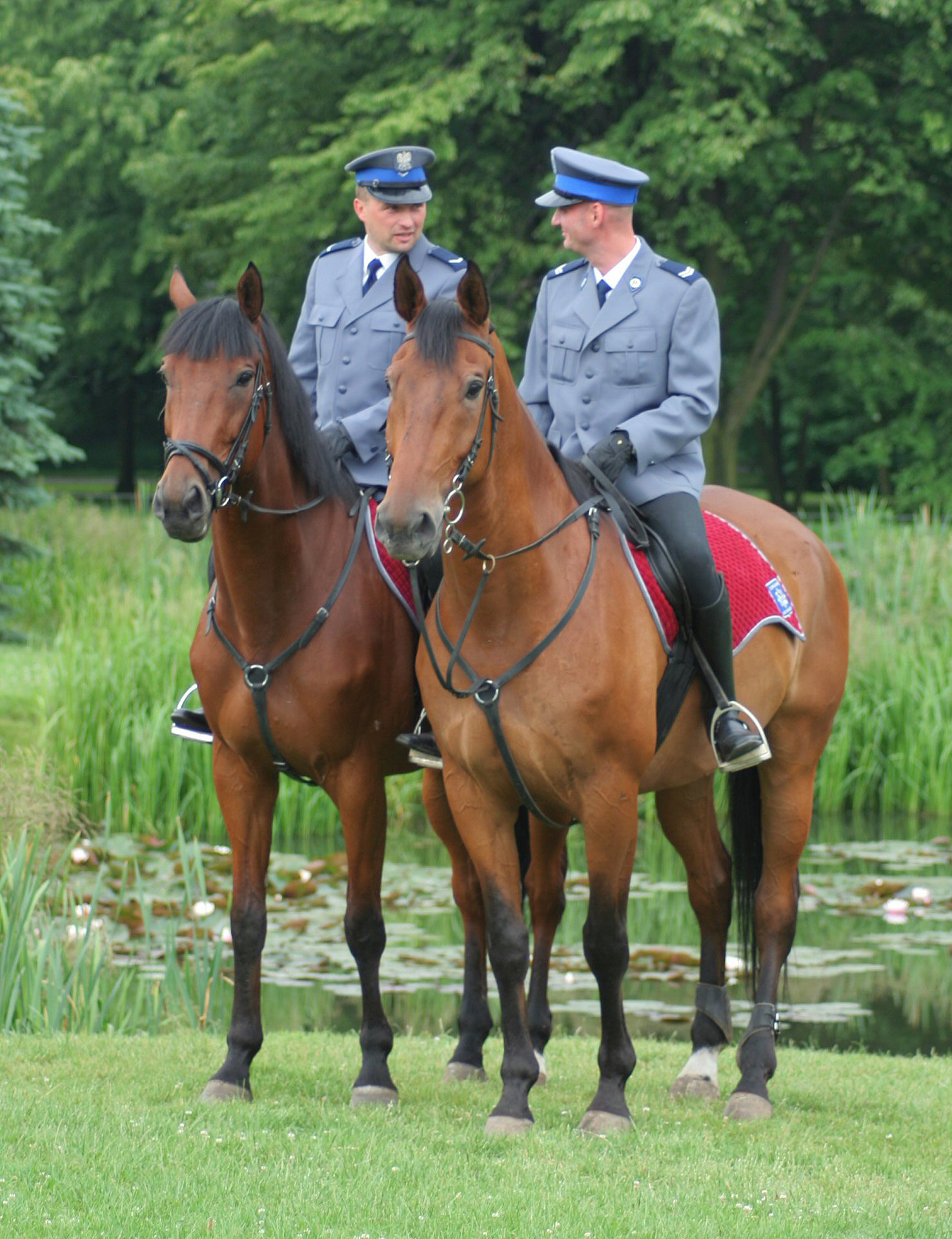
Patrol policji konnej w umundurowaniu galowym w Chorzowie

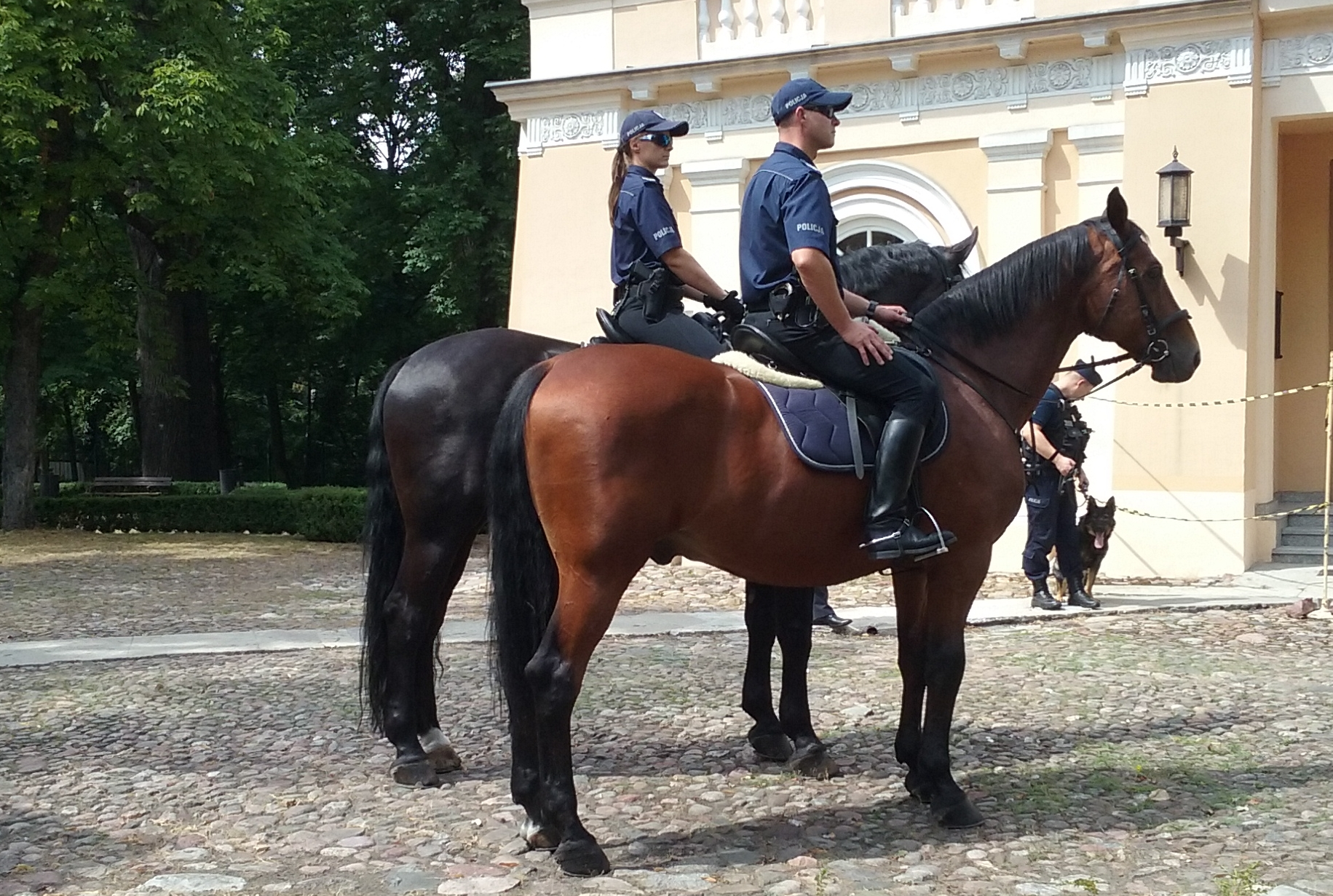
Patrol policji konnej w umundurowaniu służbowym w Tomaszowie Mazowieckim

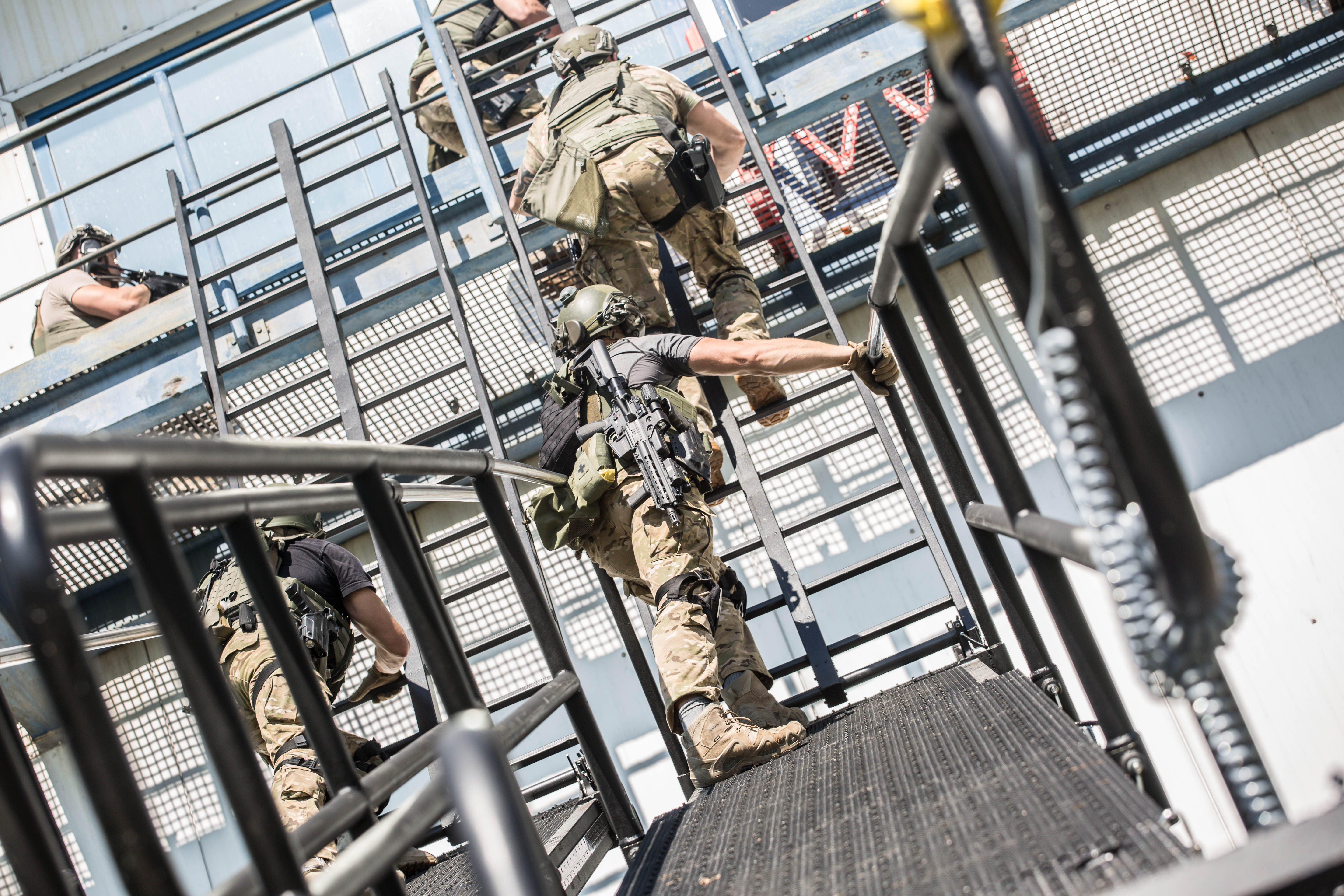
Funkcjonariusze SPKP podczas szturmu z użyciem rampy szturmowej

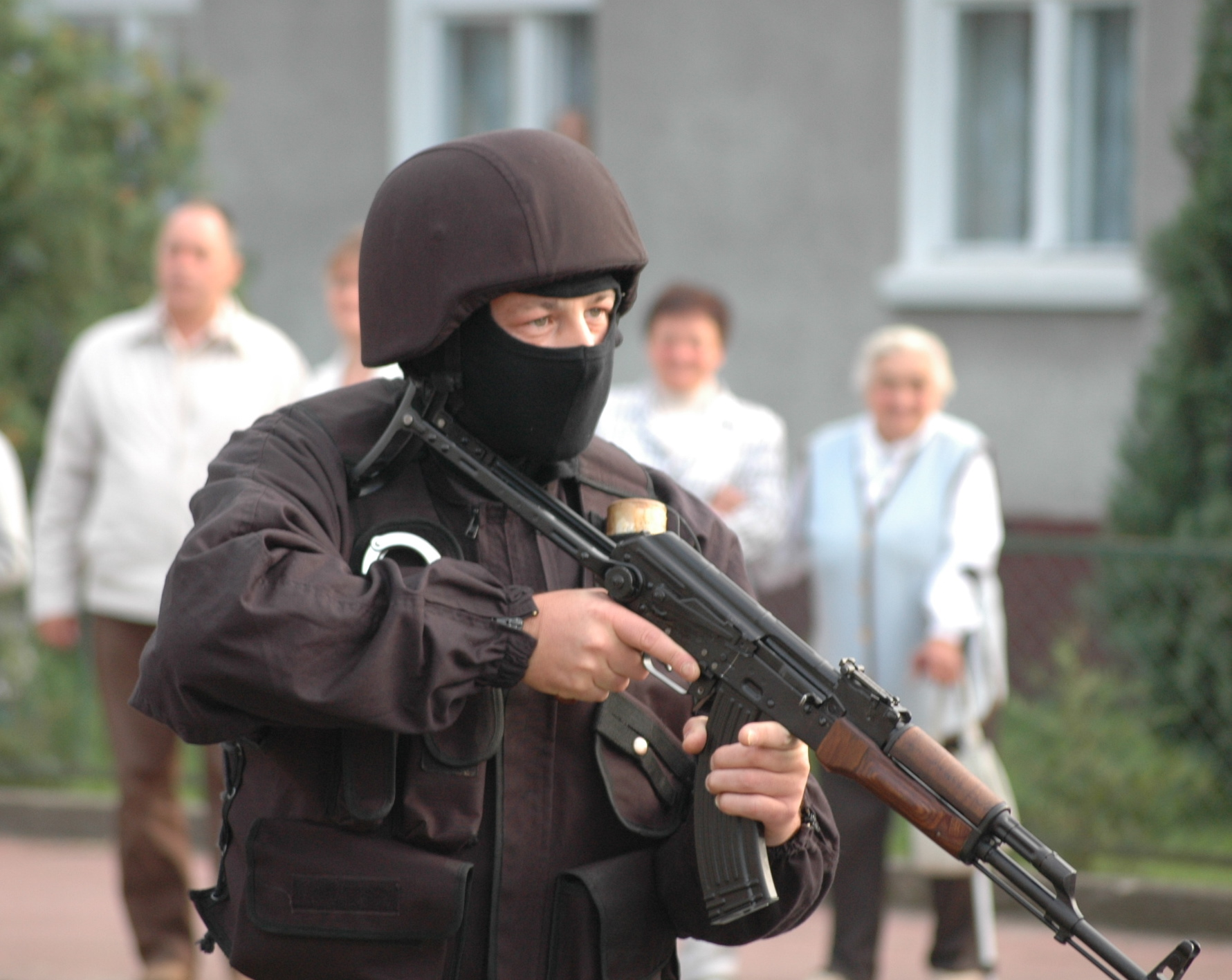
Funkcjonariusze jednostki antyterrorystycznej na pokazach policyjnych

- gaz drażniący (chemiczne środki obezwładniające)
- siła fizyczna
- pasy i siatki obezwładniające
- pies i koń służbowy
- wodne środki obezwładniające (armatka wodna)
- kolczatka drogowa
- pociski niepenetracyjne miotane z broni palnej
- kask zabezpieczający
- przedmioty przeznaczone do obezwładniania osób za pomocą energii elektrycznej
- pojazdy służbowe
- środki przeznaczone do pokonywania zamknięć budowlanych i innych przeszkód, w tym materiały wybuchowe
- środki pirotechniczne o właściwościach ogłuszających lub olśniewających

Podstawą prawną użycia środków przymusu bezpośredniego jest Ustawa z dnia 24 maja 2013 r. o środkach przymusu bezpośredniego i broni palnej (Dz.U. z 2025 r. poz. 555).
Do wyposażenia Policji zalicza się także broń palną:
- Pistolety:
  - Walther P99 (produkowany w Polsce w Fabryce Broni Łucznik na licencji)
  - Glock-17
  - Glock-19
  - Glock-26
  - Beretta APX(inne języki)
  - P-83 Wanad
  - P-64
  - CZ-75 (limitowane użycie)
  - Rewolwer Gward (praktycznie wycofany)
  - Taurus PT99 (praktycznie wycofany)
- Pistolety maszynowe
  - PM-84 Glauberyt
  - PM-98 Glauberyt
  - H&K MP5 (limitowane użycie)
  - H&K UMP (wariant 9 mm, limitowane użycie)
  - IMI Uzi (limitowane użycie)
  - FN P-90 (limitowane użycie)
  - PM-63 RAK (praktycznie wycofany)
- Karabinki automatyczne
  - AKMS
  - H&K G-36 (limitowane użycie)
  - HK-416 (limitowane użycie w oddziałach kontrterrorystycznych)
  - HK-417[31] (limitowane użycie w oddziałach kontrterrorystycznych)
- Karabiny wyborowe
  - SWD
  - SAKO TRG-21
  - SAKO TRG-22
  - SAKO TRG-42
- Granatniki
  - RWGŁ-3
  - AWGŁ-1
  - GL-06(inne języki)
  - HK69
- Strzelby
  - Mossberg 590
  - Remington 870 MCS
  - Hatsan
  - Benelli M3 (limitowane użycie)

### Roboty
- PIAP Gryf[32] – średni robot pirotechniczny
- PIAP IBIS[32] – duży robot pirotechniczny

### Pojazdy
| Typ pojazdów               | Liczba | Uwagi |
| -------------------------- | ------ | --- |
| Samochody osobowe          | 14178  | - Kia (np. Cee’d, Sportage, Optima, Venga) – 5 343 szt. - Opel (np. Astra, Insignia, Corsa, Vectra, Mokka) – 2 758 szt. - Hyundai (np. Elantra, I20, I30, Tuscon, Kona) – 1 733 szt. - Fiat (np. Bravo, Tipo, Stillo, Albea, Doblo) – 587 szt. - Skoda (np. Superb, Octavia, Kodiaq, Yeti, Fabia) – 992 szt. - Toyota (np. Auris, Avensis, Camry, Corolla, Yaris) – 1 046 szt. - BMW (np. 320i, 330i, X5) – 302 szt. - Ford (np. Focus, Fusion, Galaxy, Tourneo Connect) – 258 szt. - Renault (np. Megane, Kangoo, Thalia) – 235 szt. - Citroen (np. Berlingo, C3, C4 Cactus) – 174 szt. - VW ( np. Caddy, Passat, Golf) – 179 szt. - Peugeot (np. Partner, 307, 308) – 97 szt. |
| Samochody osobowe terenowe | 595    | - Toyota (np. Land Cruiser, Hilux, Rav 4) – 188 szt. - Mitsubishi (np. Pajero, L200) – 73 szt. - Nissan (np. Pathfinder, X-Trail, Navara) – 114 szt. - Ford Ranger – 37 szt. - Land Rover (np. Freelander, Defender) – 32 szt. - Isuzu D-Max – 48 szt. |
| Samochody furgon           | 4132   | - Fiat Ducato – 862 szt. - VW (Transporter, Crafter, Multivan, Caravella) – 1 738 szt. - Renault (Traffic, Master) – 293 szt. - Opel (Movano, Vivaro) – 217 szt. - Ford (Transit, Tourneo Custom) – 154 szt. - Mercedes Benz (Sprinter, Vito) – 607 szt. - Peugeot (Boxer, Expert) – 36 szt. - Toyota Proace – 21 szt. - MAN TGE – 182 szt. |
| Samochody ciężarowe        | 42     | |
| Autobusy                   | 97     | |
| Samochody specjalistyczne  | 580    | |
| Łodzie motorowe            | 313    | |
| Motocykle                  | 1268   | |
| Przyczepy                  | 523    | |
| Inne                       | 104    | |
| Łącznie                    | 21 832 | Stan na 01.01.2022 |

### Statki powietrzne[34][35]
| Typ                                            | Liczba    | Numery maszyn                           | Zdjęcie                                 | Przeznaczenie           | Uwagi |
| Śmigłowce                                      | Śmigłowce | Śmigłowce                               | Śmigłowce                               | Śmigłowce               | Śmigłowce |
| ---------------------------------------------- | --------- | --------------------------------------- | --------------------------------------- | ----------------------- | --- |

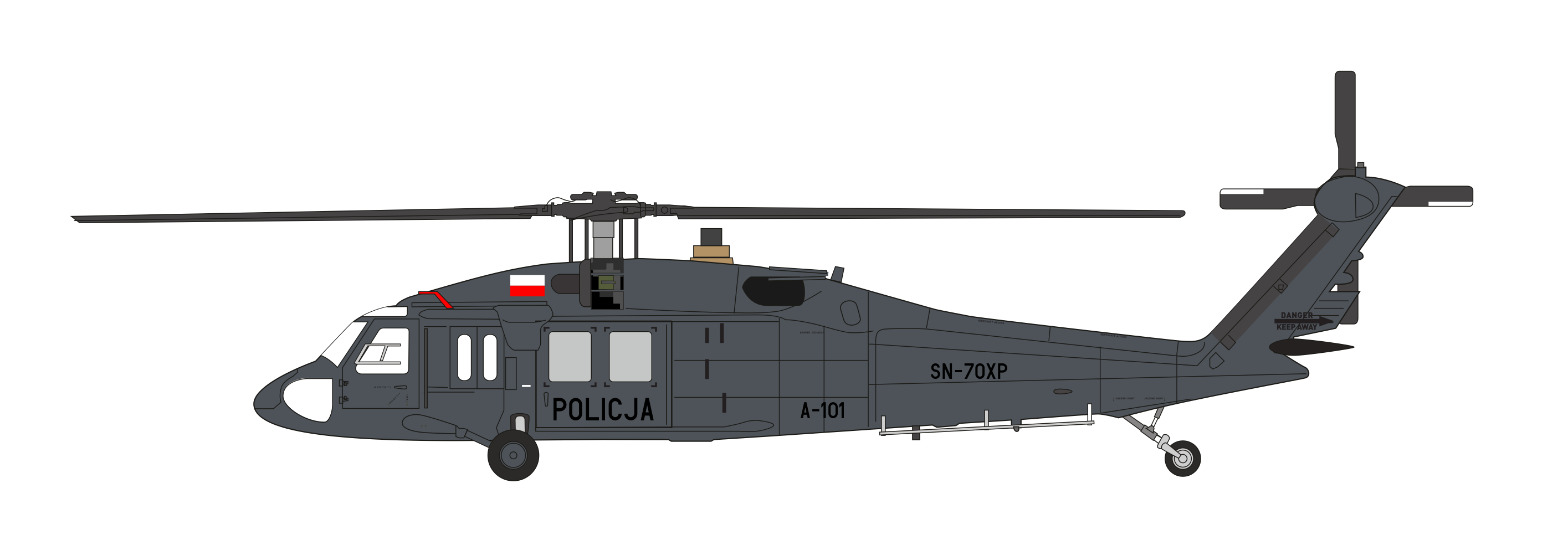
Schemat malowania śmigłowców S-70i Black Hawk Policji

| S-70i Black Hawk                               | 5         | SN-70XP SN-71XP SN-72XP SN-73XP SN-74XP | Sikorsky S-70i (Polish Police, SN-71XP) | wielozadaniowe          | W 2018 roku zakupiono 3 śmigłowce. Trafiły do zarządu lotnictwa w KGP Komendy Głównej Policji. Są wykorzystywane przez Biuro Operacji Antyterrorystycznych do desantu, ewakuacji i szybkiego przemieszczania się po kraju. W 2022 roku zawarto umowę na zakup kolejnych 2 egzemplarzy. Pierwszy z nich dostarczono w grudniu 2023 roku, a drugi w grudniu 2024 |
| Bell 407GXi                                    | 7         | SN-80XP SN-81XP SN-82XP                 |                                         | patrolowo-poszukiwawcze | W 2019 roku zakupiono 3 sztuki. Pierwszy egzemplarz odebrany został 6 grudnia 2019, zaś pozostałe dwa we wrześniu 2020 roku. W 2023 roku zakupiono kolejne 4 sztuki. Wszystkie egzemplarze zostały odebrane w grudniu tego roku. Wyposażone w reflektor-szperacz i głowice optoelektroniczną.                                                                  |
| Bell 206B JetRanger II Bell 206B3 JetRangerIII | 2         | SN-16XP SN-17XP                         |                                         | patrolowo-poszukiwawcze | Zakupione jako maszyny używane, SN-16XP wyprodukowano w 1991, a SN-17XP w 2000 roku. Wyposażone w głośniki zewnętrzne, reflektor-szperacz i głowice optoelektroniczne. |

W latach 1996 – 2014 formacja użytkowała 2 śmigłowce PZL Kania, które zostały wycofane z czynnej służby z m.in. powodów finansowych. Egzemplarz o numerze rejestracyjnym SN-51XP w maju 2020 przekazany został do Muzeum Lotnictwa Polskiego w Krakowie. Od 2011 roku Policja użytkowała samolot Aeroprakt-22LS o numerach SP-YDF, jednak w 2014 roku uległ on wypadkowi podczas wykonywania zadania służbowego związanego z przestępstwem. Maszyna została skreślona ze stanu.
Ostatnie egzemplarze śmigłowców PZL W-3A Sokół o numerach SN-31XP oraz SN-32XP zostały wycofane z eksploatacji w 2023 roku. W 2024 roku zakończono również użytkowanie śmigłowców Mi-8T o numerach SN-41XP i SN-42XP oraz śmigłowiec Bell 412HP o numerze SN-18XP. Następnie śmigłowce Mi-8T oraz Bell 412HP przekazano  Agencji Mienia Wojskowego, która wraz z Rządową Agencją Rezerw Strategicznych przekazała je na rzecz Ukrainy .